# Iski Kocsis Tibor

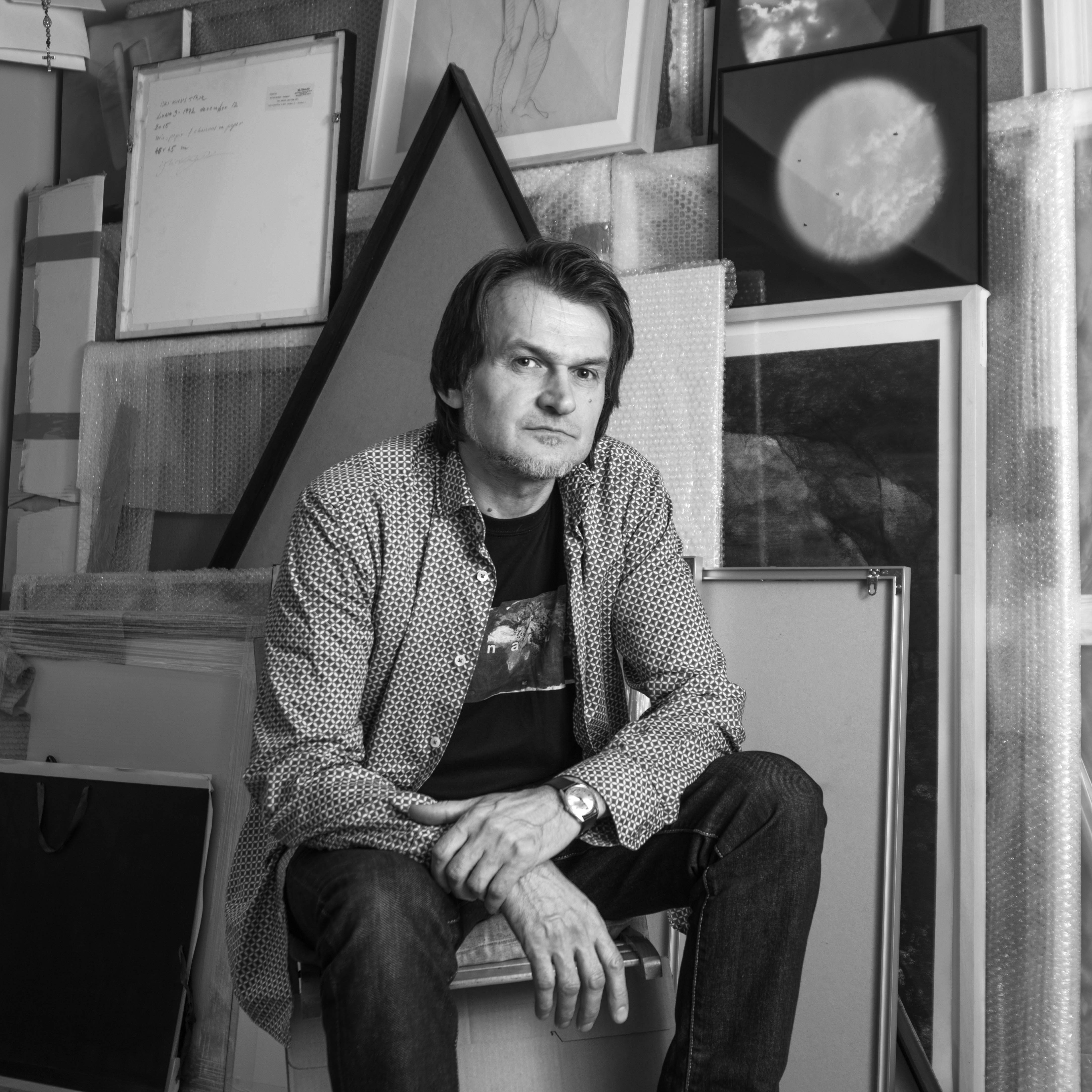
iski Kocsis Tibor portré, 2021 (fotó:Sulyok Miklós)

iski Kocsis Tibor (Kisvárda, 1972. november 22.–) Munkácsy Mihály-díjas magyar festőművész, grafikus, művészeti vezető.

## Életútja
Született Kocsis Tibor, 1994- től használja az iski Kocsis Tibor művésznevet, melyet édesanyja: Iski Mária Borbála után vett fel. 2025-től hivatalosan Iski Kocsis Tibor néven anyakönyvezik. 
Felsőfokú tanulmányait a Magyar Képzőművészeti Egyetem festő szakán végezte 1996-2001 között, mestere Tölg-Molnár Zoltán volt. Egyetemi évei alatt látogatta Maurer Dóra műtermi óráit, valamint szerepelt több általa szervezett kiállításon. Részt vett Konok Tamás, George Peck Archiválva 2023. február 6-i dátummal a Wayback Machine-ben, Szikora Tamás és Nemes Csaba elméleti és gyakorlati kurzusain. 
2001-ben kitüntetéssel diplomázott, mint festőművész. Művészettörténet és Vizuális nevelőtanár szakon summa cum laude szerzett diplomát 2004-ben. A Fiatal Képzőművészek Stúdiója Egyesület egykori vezetőségi tagja, jelenleg senior tagja. A Magyar Alkotóművészek Országos Egyesülete, a Magyar Grafikusművészek Szövetségének tagja. A Magyar Festészet Napja Alapítvány kuratóriumi tagja. 
2008-ban két társával megalapítja a VILTIN Galériát, amelynek a kezdetektől művészeti vezetője. 
1997-től rendszeresen állítja ki munkáit egyéni és csoportos kiállításokon a legfontosabb hazai kiállítóterekben, mint a Ludwig Múzeum, Műcsarnok, Magyar Nemzeti Galéria, Budapest Galéria, debreceni MODEM, dunaújvárosi Kortárs Művészeti Intézet, Szent István Király Múzeum-Székesfehérvár, illetve Pécs, Nyíregyháza és Szombathely számos művészeti intézményében. Emellett számos jelentős külföldi kiállítóhelyen mutatta be alkotásait: Szingapúr, Peking (The Parkview Museum), Marseille (Bozart), London (The Art Pavilion, Mile End Park, Saatchi Gallery), Berlin, Párizs, Milánó és Róma

## Művészete
Művészetét a klasszikusok tanulmányozása mellett a korai, XIX. századi, valamint a háború utáni fotográfia, a szürrealizmus, az informel, a pop-art beható tanulmányozása indította útjára. Inspirálja a közép-európai változatos természeti környezet, a techno és a kortárs komolyzene, valamint esztétika és filozófiai tanulmányai. 

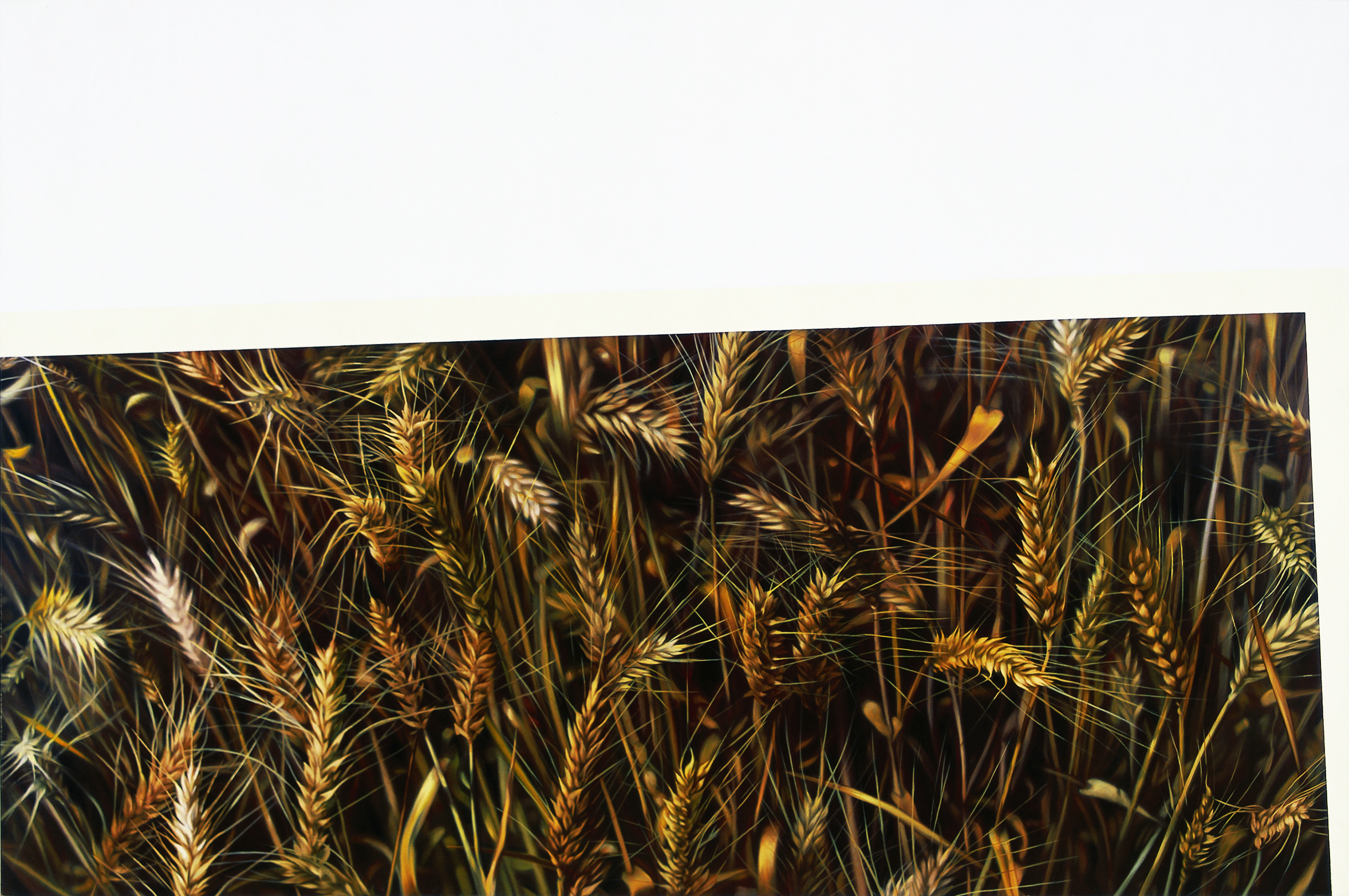
iski Kocsis TIbor: Genetika, 2001, olaj,vászon, 128x186 cm (fotó:Sulyok Miklós)

Fenntarthatóság és festőiség. A „festőiség” fogalmának kortárs vizsgálata foglalkoztatja, kiterjesztve minden képzőművészeti médiumra, így a festményre, rajzra, fényképre, videóra, valamint azok installatív helyzetbe rendezésére. Célja a különböző médiumú alkotások együtt, egy kiállítótérben szerepeltetése egy koherens gondolat/koncepció mentén. A művészt az ezredforduló óta foglalkoztatja az esztétikai értelemben vett szép, illetve a magasztos kortárs képi értelmezése, amelyhez egyéni tájábrázolási struktúrát rendelt. A globális-lokális ökológiai problémákra született, intellektuális érzékenységről tanúskodó reflexiói jelképközpontú esztétikai megközelítést mutatnak. Pályájának kezdetétől, 1997-től témaválasztása közösségi életünk valamely megoldatlan, de jelentős szociálpolitikai, természettudományi, társadalomtudományi témája. Így a teoretikusok nevezték már a munkáit: „techno realizmusnak” – Petrányi Zsolt, Hornyik Sándor, Mélyi József, Bordács Andrea, vagy „konceptuális realizmusnak” – Sturcz János, de a művész maga a neo romantikus, vagy romantikus avantgárd kifejezést is használta már, ám a techno realistával is kibékül. Az erősen fényképszerű, festményeit rajzait nevezték már hiperrealistának, fotorealistának. 
Kompozíciói, műveinek strukturális felépítése a perspektíva gyakorlatát alkalmazó XVI-XIX századi tájkép horizontális és vertikális viszonyát vizsgáló látásmódját állítja szembe a XX. századi konstruktivista és háború utáni absztrakt festészet decentrálás kompozíciós gyakorlatával. Foglalkoztatja a tükröződés, a motívum egyszeri ismétlődése, vagy annak mintává rendszerré patterné alakítása. Az elcsúsztatás, transzformálás, az absztrakt és figurális formanyelv egy műben, műcsoportban való alkalmazása.
Munkájában 2004-től kiemelt fókuszt kap a rajz, az egyetemes rajz és a grafikai technikák rehabilitálása, így a szén, grafit, pasztell, ceruza, ezüstvessző. Ezek újraértelmezési lehetőségeit keresi. A rajz léptékváltása az úgynevezett „large scale drawing”, azaz a nagyméretű rajz (több négyzetméteres) viszonyulása a kiállítótér adottságaihoz. A látogatói tapasztalás szerinti léptékváltás (a kívül és belül helyezkedés kérdése a mű fizikai dimenzióinak függvényében), a festőiség viszonyának kutatása: tónus, valőr, anyagszerűség, anyagtorlódás, vonal és folt viszonyulása, kompozíciós normatívák értelmezése, disegno kortárs értelmezése. Az egyensúlyi állapotok keresése, legyen az társadalompolitikai egyensúlykeresés, vagy a festészet valósága és a fogalmiság metafizikája közötti egyensúly keresése. 

## Munkássága

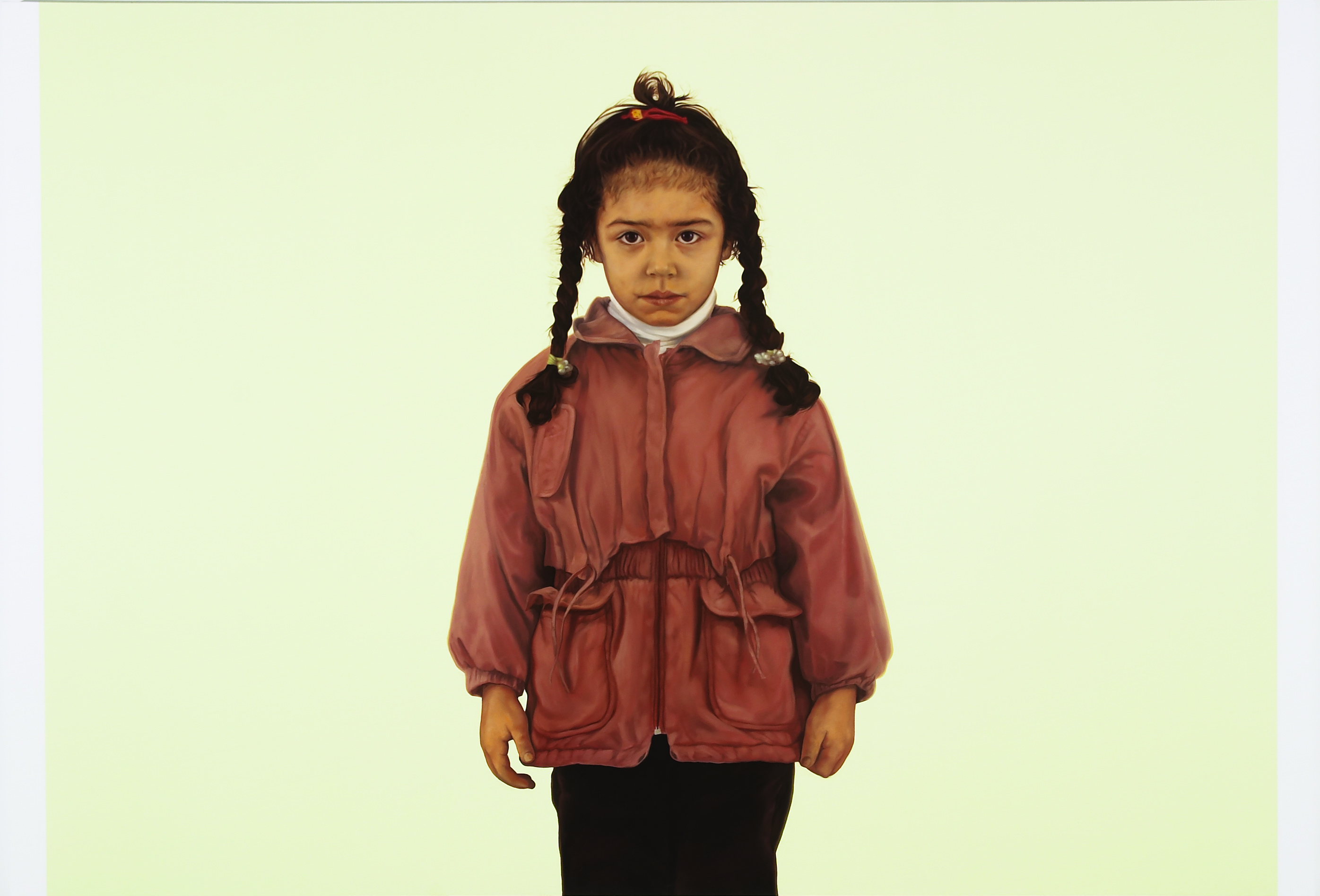
iski Kocsis Tibor: Schara, 2004, olaj, vászon, 131x191 cm (fotó:Sulyok Miklós)

Korábbi kísérleti munkák után 1999-től direkt társadalompolitikai kérdésekkel foglalkozott, így ökológiai problémákkal, a globális felmelegedés, a fenntartható gazdálkodás kérdésével a háborúk következtében kialakult kényszer „migrációs” folyamatok a menekültügy társadalmi, kulturális hatása is adták témáit. Így készült el az Ökoturizmus ciklusa (2000-2005), majd a 2002-ben meginduló afgán és iraki menekült hullám európai hatása mentén az Identitás (2002-2006), ahol a debreceni Befogadó Állomáson tartózkodó gyerekekről készített portrésorozatot, közép és kis formátumú kamerával. A fotókat 2003- tavaszán kiállította a Liget Galériában, később portrékat festett a gyerekekről, amelyeket Európa szerte különböző helyszíneken állítottak ki, valamint számos festmény került jelentős amerikai gyűjteménybe. 2006-2008 között Factumprojekt címmel elsősorban nagyméretű festményeket (142x220 cm) és rajzokat készített, amelyek létértelmezésünk kulcsfogalmait helyezik XXI. századi ikonográfiai értelmezésbe. Így készült el például a Szabadság, Hít, Szerelem, Érzékenység, Bizalom című alkotásai. 2005- től „természetképeket” készített Supernatural ciklus címmel, amelyen keresztül az alkotó szellem útját követte a mesterséges vagy organikus természeti helyszíntől a műtermen keresztül a kiállítótér faláig. Ezekkel a munkákkal újraértelmezte a tájkép műfaját. „A látványt különböző médiummal mutatom meg: fotó, festmény, rajz, videó. Mindegyik a maga értelmezési dinamikáján keresztül egyéni emlékeink, érzelmeink különböző ajtóit nyitják ki és vezetnek a kollektív tudat szobáján keresztül az egyén végső értelmezése felé.” –mondja a művész. 2010- től kiállításait tematikus installációként kezeli, azok minden darabja a festészet kortárs értelmezésére reflektál. „Realizmusommal igyekszek túllépni a látvány puszta leképzésén, a részletek pontosságán vagy az anyag demonstratív önkifejezésén keresztül mutatom meg a dolgok valódi oldalát” – mondja a művész. Festményei, szén és kréta rajzai részletekbe menően pontos természetrajzok, amelyek első ránézésre tájképek, a valóság realisztikus ábrázolásai, de közelebbről szemlélve őket inkább furcsa meditációk a szemlélődés az aktív cselekvés motorjai. 2009-2012 között készült a Párhuzamos események ciklusa, melyben egy-egy témát többször is körbejárt, hatalmas rajzai, festményei mellett azok nagyítóval készült miniatűrjei is megjelentek, ugyanaz kétszer, ugyanolyan részletességgel, ugyanakkora koncentrációval, mindezt a lépték váltás jegyében. A nagysikerű LUNA (2012-2018) projektben Caspar David Friedrich, Goethe és Mednyánszky László szellemi örökségét követte. Ciklusának alapját az Apollo program 1971–1972-ben a Holdon készült fényképei adták, amelyeket a festő szemével, válogatott, majd mint holdtájképek értelmezte, és készített azok alapján nagyméretű szénrajzokat. A 2018-tól indult Landfall illetve az Éjszakai földet érés az ember és a természet komplex, organikusan szerveződő viszonyrendszerét vizsgálja, festmények, grafikák, és fotók bemutatásával. 

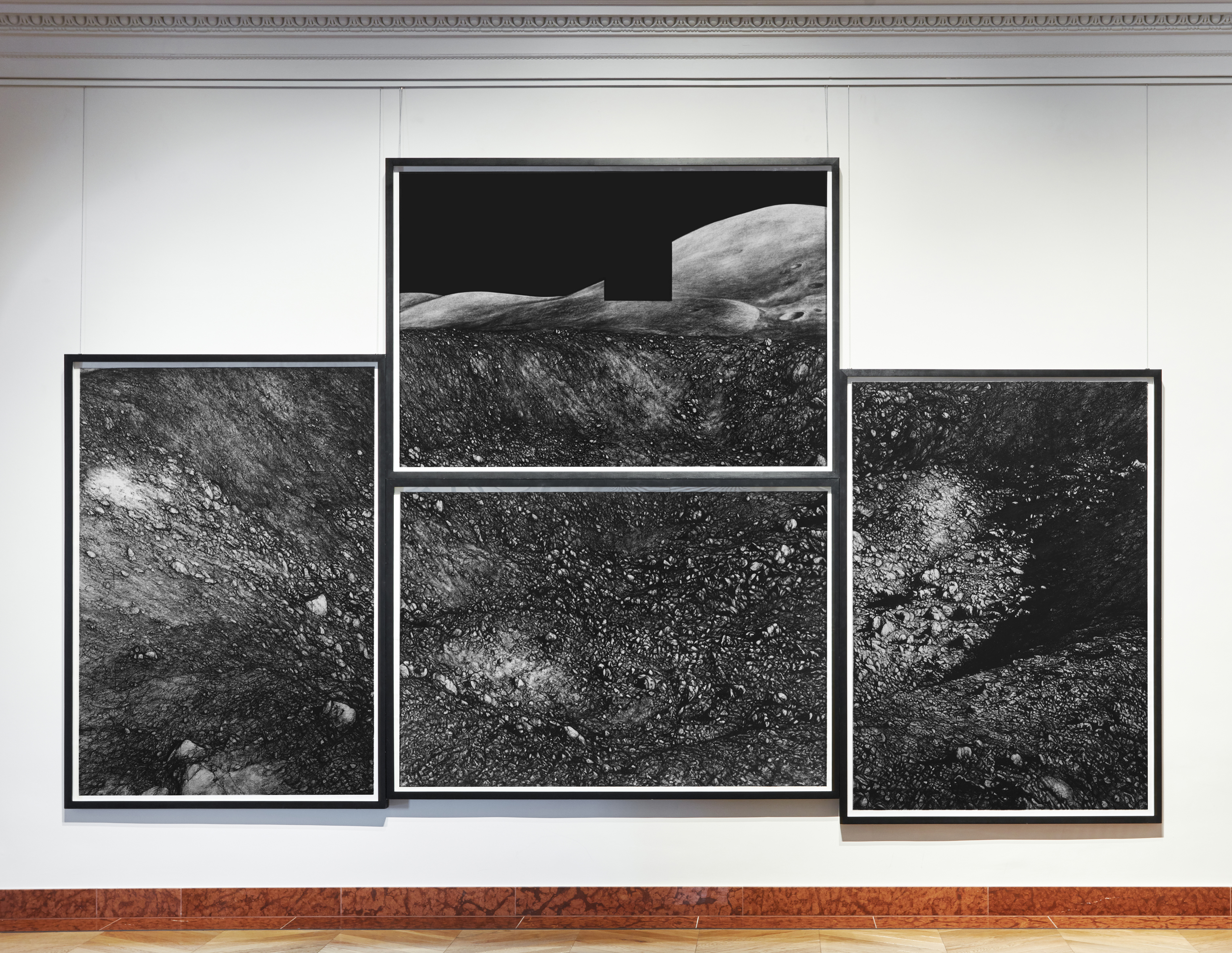
iski Kocsis Tibor LUNA 6.13- 1972 Április 22, 2015-2018 szén,papír 310 x 470 cm (fotó:Biró Dávid)

A művészt Magyarországon a VILTIN Galéria képviseli. 
VILTIN Galéria / iski Kocsis Tibor
Artsy.net / VILTIN Galéria / iski Kocsis Tibor

## Díjai, kitüntetései
- Ludwig Alapítvány ösztöndíj (1999)
- STRABAG Festészeti Díj- alkotói támogatás (2002)
- Római Magyar Akadémia ösztöndíja, Róma (2004)
- Budapest Galéria és Kunststiftung Baden-Württemberg ösztöndíja, Stuttgart (2005)
- Derkovics Gyula Képzőművészeti Ösztöndíj (2004-2007)
- Munkácsy Mihály-díj (2018)
- Ajak város Diszpolgára (2019)
- Magyar Művészeti Akadémia Művészeti ösztöndíja (2018-2021)
- Magyar Művészeti Akadémia Alumni ösztöndíja (2021-2022)

## Egyéni kiállításai
- 2000 Ericsson Galéria, Budapest (Barakonyi Zsomborral)
- 2000 „TCR” / Stúdió Galéria, Budapest
- 2002 Ökoturizmus / Deák Erika Galéria, Budapest
- 2003 Ökoturizmus 2 / Magyar Kulturális Intézet, Bukarest
- 2033 Identitás / Liget Galéria, Budapest
- 2004 Identitás 2 / Deák Erika Galéria, Budapest
- 2005 Retinentia / Deák Erika Galéria, Budapest (George Peck-kel)
- 2006 Észrevételek / Vízivárosi Galéria, Budapest (Ghiyczy Denessel)
- 2006 Találkozások / Magyar Kulturális Intézet, Stuttgart (Margit Abele-vel)
- 2007 Faktum / Deák Erika Galéria, Budapest
- 2009 spiritum / Deák Erika Galéria, Budapest
- 2010 Supernatural / Kortárs Művészeti Intézet, Dunaújváros
- 2012 Párhuzamos események / Deák Erika Galéria, Budapest Archiválva 2023. március 12-i dátummal a Wayback Machine-ben
- 2013 Útvonal / Óbudai Társaskör Galéria, Budapest
- 2015 Napszél / Szatmári Múzeum, Mátészalka
- 2015 LUNA-1972 / VILTIN Galéria, Budapest
- 2016 LUNA / Szent István Király Múzeum, Székesfehérvár
- 2017 A gondolat tekintete / Budapest Galéria, Budapest (Miklos Gaállal)
- 2018 REMIX OF DAMAGE – Art Capital / Barcsay Múzeum, Szentendre (Angelika Markul-lal)
- 2019 „egy és kétszer hat” / Vizivárosi Galéria, Budapest
- 2019 …hárman Nyíregyházáról indultak / Nyíregyházi Városi Galéria – Váci Mihály Kulturális Központ (Bullás Józseffel és Szikora Tamással)
- 2020 A Hold / Ybl Budai Kreatív Ház, Budapest Archiválva 2023. június 5-i dátummal a Wayback Machine-ben
- 2021 Landfall / VILTIN Galéria, Budapest

- 2021 ÉJSZAKAI FÖLDET ÉRÉS – Személyesen Frissen / Műcsarnok, Budapest

- 2022 Torso Singularity / Új Kriterion Galéria, Csíkszereda / Miercurea Ciuc – Összefeszülések alfája és omegája – Iski Kocsis Tibor kiállítása nyílik az Új Kriterion Galériában (maszol.ro)

## Csoportos kiállítások (válogatás)
- 1997 Szanatórium 2 / Artpool P60 Galéria, Budapest
- 1998 Természet és művészet / Galeria Medium, Bratislava
- 1998 Aritmia 6 /Slide by night/ Kortárs. Művészeti. Int., Dunaújváros
- 1998 Tér-Képzetek 6. / Budapest Galéria Kiállítóháza, Budapest
- 1999 Ludwig Alapítvány ösztöndíj-kiállítás / Barcsay terem / MKE, Budapest
- 1999 Aritmia 7 / Kortárs. Művészeti. Int., Dunaújváros
- 2000 Áthallás / Műcsarnok, Budapest
- 2000 Párbeszéd / Deák Erika Galéria, Budapest
- 2000 Dialógus / Műcsarnok, Budapest
- 2000 Orbis Pictus / Művészetek Háza, Veszprém
- 2001 Diploma kiállítás / Barcsay terem, / MKE, Budapest
- 2001 Klíma / Műcsarnok, Budapest
- 2001 Érintés / Ateliers Pro Arts., Budapest
- 2001 Malice et Danube / Académie des Beaux-Arts / Marseille
- 2002 STRABAG Festészeti Díj / Ludwig Múzeum Budapest – Kortárs Művészeti Múzeum, Budapest
- 2002 Art Forum / Deák Erika Galériával / Berlin
- 2003 Krém 2003 / MEO Kortárs Művészeti Gyüjtemény. / Budapest
- 2003 Art Forum / Deák Erika Galériával / Berlin
- 2004 Tájkép keret nélkül / Unframed landscapes / Kortárs Művészeti Intézet / Dunaújváros
- 2004 Unframed landscapes / Mile End park-Pavilon / London
- 2004 Unframed landscapes / Zágráb
- 2004 Art Forum / Deák Erika Galériával / Berlin
- 2004 TECHNOREÁL / Kortárs. Művészeti. Int., Dunaújváros
- 2005 Arte Fiera / Deák Erika Galériával / Bologna
- 2005-2006 Szívből jövő sírás, Herzenschrei / Városi Művészeti Múzeum Győr
- 2005 Herzenschrei / Frauenbad, Baden
- 2005 Herzenschrei / WEINSTADTmuseum, Krems
- 2006 Herzenschrei / Schüttkasten, Allensteig
- 2006 Herzenschrei / Universitat für Angewandte Kunst, Wien
- 2006 Derkovits ösztöndíj kiállítás / Ernst Múzeum / Budapest
- 2006 Wearprooff / Colombo Arte Contemporana, Milánó
- 2006 Art Forum / Deák Erika Galériával / Berlin
- 2006 10 éves a STRABAG Festészeti Díj / Ludwig Múzeum Budapest – Kortárs Művészeti Múzeum, Budapest
- 2007 Derkovits ösztöndíj kiállítás / Ernst Múzeum / Budapest
- 2007 Magyar Kulturális Intézet / Helsinki
- 2007 Magyar Kulturális Intézet / Vilnius
- 2007 Mon@rchia / Művészetek Palotája / Moszkva
- 2007 Art Forum / Deák Erika Galériával / Berlin
- 2008 72 / Studio Galéria / Budapest
- 2008 Újratöltés-technikai reneszánsz / Studio Galéria / Budapest
- 2008 Újratöltés-technikai reneszánsz / Csikász Galéria / Veszprém
- 2009 Kép és emlék / Kortárs. Művészeti. Int. / Dunaújváros
- 2010 Viszonyok-KI? Kinek? Mivel? Városi Galéria-Deák Gyűjtemény, Székesfehérvár
- 2010 A KÉP KÉPE / Virág Judit Kortárs Galéria, Budapest
- 2011 MAGÁÉRT BESZÉL / Magyar Nemzeti Galéria
- 2011 KÖZÖS GONDOLAT— NEM KÖZHELY / Kis Zsinagóga egri kortárs galéria
- 2012 RAJZ.OK / VILTIN Galéria / Budapest
- 2013 ArtInternational Istanbul / VILTIN Galériával
- 2013 Art Market Budapest / VILTIN Galériával
- 2014 Szabadkéz- Rajz a magyar képzőművészetben tegnap és ma / MODEM / Debrecen
- 2014 Papíron / Deák Erika Galéria / Budapest
- 2014 Art Market Budapest / VILTIN Galériával
- 2014 KORTÁRSAK / Új Budapest Galéria / Budapest
- 2015 LEVEGŐT! / ICA-D, Kortárs Művészeti Intézet, Dunaújváros
- 2015 START Art Fair / VILTIN Galériával / London
- 2016 Rain come down! / Z2O Sara Zanin Gallery / Róma
- 2016 Gyerek KOR/KÉP GYERMEK A MAGYAR KÉPZŐMŰVÉSZETBEN / Budapesti Történeti Múzeum
- 2017 Drawing Now Paris / VILTIN Galériával
- 2017 Nagyítás – Magyar hiperrealista művészek a 60-as évektől napjainkig / Párizsi Magyar Intézet
- 2017 Art Market Budapest / VILTIN Galériával
- 2018 Munkácsy-díj 2018 / Hegyvidék Galéria
- 2018 INTRIGUING UNCERTAINTIES, SHINES THE SPOTLIGHT ON CONTEMPORARY DRAWING / THE PARKVIEW MUSEUM SINGAPORE / Szingapur
- 2018 Art Market Budapest / VILTIN Galériával
- 2018 Kívül – Szonda a jövőbe / Szombathelyi Képtár
- 2018 Lépték / Új Budapest Galéria / Budapest
- 2019 Art Paris / VILTIN Galériával
- 2019 INTRIGUING UNCERTAINTIES, SHINES THE SPOTLIGHT ON CONTEMPORARY DRAWING / THE PARKVIEW MUSEUM BEIJING / Peking, Kína
- 2019 Publikus magánügyek – A 90-es évek művészete magyarországi magángyűjteményekben / Szentendre Ferenczy Múzeumi Centrum, Művészet Malom
- 2019 HOLDMÚZEUM 1969 – MŰVÉSZET ÉS VILÁGŰR / Vasarely Múzeum, Budapest
- 2021 METAFIZIKUS ÁTHATOLÁS EGY ZEBRÁN – KORTÁRS KÖRKÉP VADÁSZATRÓL, TERMÉSZETRŐL / Ludwig Múzeum Budapest – Kortárs Művészeti Múzeum, Budapest
- 2012 Art Market Budapest / VILTIN Galériával
- 2022 Az űr – Alternatív kozmoszok / m21 Galéria, Pécs
- 2022 Art Market Budapest / VILTIN Galériával